# フェリーはちのへ (2代)
フェリーはちのへは、シルバーフェリー（川崎近海汽船）東日本フェリーとが共同運航していたフェリー。本項目では1988年就航の2代目を取り扱う。

## 概要
- フェリーはちのへ (初代)の代船として内海造船瀬戸田工場で建造され、1988年8月に就航した。初代と同じくシルバーフェリーと東日本フェリーの共有船であり、初代同様シルバーフェリーが運航、管理をしていた。
- 2006年に東日本フェリーが苫小牧 - 八戸航路から撤退した際に、東日本フェリーの持ち分は川崎近海汽船へ譲渡され、本船はそのまま就航を継続した。その後シルバープリンセスの就航と、シルバークイーン (3代)のドック開けを待って2012年4月26日に苫小牧着で引退した。
- 到着後同日14時00分頃、開発埠頭3号バースより苫小牧港北埠頭にシフトされ、川崎近海汽船より売船先のインドネシアのJemla Ferryに引き渡され船名をRAJARAKATAに変更し、2012年4月29日午前中に苫小牧港北埠頭よりインドネシア、バタム島のドックへ出港、2012年5月9日に到着。船体整備と改造作業を2012年7月21日に完了し、2012年7月23日よりスンダ海峡航路に就航している。

### 航路
シルバーフェリー
- 八戸港（八太郎地区3号埠頭） - 苫小牧港（苫小牧西港フェリーターミナル）
  - 就航当初はシルバークイーン2と、1997年9月以降はシルバークイーン (3代)とともに運航されていた。

Jemla Ferry
- メラク港（ジャワ島） - バカフニ港（スマトラ島）

## 設計
- 全通船楼甲板船型の自動車渡船兼旅客船である。船体は5層構造で、羅針儀甲板（5F）が展望浴室などの旅客区画、4Fが旅客区画および操舵室・乗組員区画、3Fが船室などの旅客区画、1・2Fは車両搭載区画となっている。船首（バウバイザー付）および船首部右舷、船尾中央の三箇所にランプを装備しており、車両甲板は船内ランプで連絡されている。減揺装置としてイギリス製のフィンスタビライザーを装備し、可変ピッチプロペラを装備し、内海造船が得意としていたスプリット型船尾を採用している。
- 船体側面のラインカラーは共有船時はブルーラインが1本だけであったが、川崎近海汽船に譲渡後の2007年にシルバークイーンのカラーリングを変形させた、ライトブルーとブルーの2本線となり、ファンネルには川崎近海汽船の「K」マークがペイントされた。

## 船内

### 船室
- 特等洋室（2名）
- 1等洋室（4名）
- 1等和室（4名）
- 2等寝台
- 2等室

### 設備
パブリックスペース
- 案内所
- エントランス
- 喫煙室(平成22年入渠時にエントランスホール左舷側ソファー部に個室を造作）

供食・物販設備
- レストラン
- 売店
- 自動販売機

入浴設備
- 展望浴室